# Połtawa-Kyjiwśka
Połtawa-Kyjiwśka (ukr. Полтава-Київська) – stacja kolejowa w Połtawie, w obwodzie połtawskim, na Ukrainie.
Stacja powstała w 1901 roku w związku z budową linii kolejowej Kijów – Połtawa – Łozowa. Została nazwana Połtawa, po latach 1917–1920 otrzymała współczesną nazwę.
W czasie wojny budynek dworca został zniszczony, a po wojnie rozpoczęto przebudowę stacji. W 1955 zmniejszenie istniejącego budynku dworca zaprojektował architekt S. Kotłjarow. W pobliżu stacji po wojnie zbudowano wiele zakładów przemysłowych, głównie przemysłu spożywczego, które doprowadziły do dalszego rozwoju stacji.
W czerwcu 2002 r. została zakończona elektryfikacja linii Sahajdak – Połtawa – Kijów i na stacji po raz pierwszy w historii pojawiła się lokomotywa elektryczna i elektryczne pociągi. W 2007 r. zelektryfikowano linię dalej na wschód, w kierunku Charkowa. W 2002 przebudowano dworzec.